# Luanda, a Fábrica da Música
Pour plus de détails, voir Fiche technique et Distribution.
Luanda, a fábrica da musica est un film documentaire réalisé en 2009.

## Synopsis
Au cœur d’un bidonville de Luanda, DJ Buda possède un studio d’enregistrement. Il donne ainsi à de jeunes chanteurs et poètes l’opportunité de s’exprimer. Scandant leurs textes sur les rythmes de Buda, les enfants crient toutes leurs inquiétudes et leurs expériences quotidiennes, chacun à sa façon. Le résultat de ces sessions organisées par Buda est une cacophonie polyphonique qui retranscrit la réalité de la vie en Angola. À la fin, ils dansent joyeusement, écoutant leurs propres œuvres, et emmènent leur CD chez eux.

## Fiche technique
- Réalisation : Kiluanje Liberdade Inês Gonçalves
- Production : Noland Filmes
- Image : Inês Gonçalves
- Son : Kiluange Liberdade Emídio Buchino
- Montage : Maria Joana